# Anusjavan
Anusjavan (armeniska: Անուշավան) är en ort i Armenien. Den ligger i provinsen Sjirak, i den nordvästra delen av landet, 70 kilometer nordväst om huvudstaden Jerevan. Anusjavan ligger 1 715 meter över havet och antalet invånare är 1 532.
Terrängen runt Anusjavan är kuperad åt sydost, men åt nordväst är den platt. Runt Anusjavan är det ganska tätbefolkat, med 120 invånare per kvadratkilometer.. Närmaste större samhälle är Gjumri, 19,5 kilometer nordväst om Anusjavan.
Trakten runt Anusjavan består till största delen av jordbruksmark.